# Каратунка
Каратунка — река в России, протекает в Тавдинском городском округе Свердловской области. Река вытекает из Источного озера. Устье Каратунки находится в 231 км от устья реки Тавды по правому берегу, у восточной окраины города Тавды. Длина реки составляет 28 км, площадь водосборного бассейна — 317 км².
Основные притоки: Болтанка (справа) и Большая Межевка (слева).

## Данные водного реестра
По данным государственного водного реестра России, Каратунка относится к Иртышскому бассейновому округу, водохозяйственный участок реки — Тавда от истока и до устья, без реки Сосьвы от истока до водомерного поста у деревни Морозково, речной подбассейн Тобола, речной бассейн Иртыша.
Код объекта в государственном водном реестре — 14010502512111200013158.